# Nadine Müllerová
Nadine Müllerová (* 21. listopadu 1985, Lipsko, Sasko) je německá atletka, jejíž specializací je hod diskem. Od svých začátků až do roku 2014 závodila za klub Hallesche LA-Freunde, v roce 2015 za SC DHfK Leipzig a od konce roku 2015 je jejím klubem Sportverein Halle. Pracuje u německé Spolkové policie, měří 1,93 m a v roce 2016 vážila 90 kilogramů.

## Kariéra
V roce 2003 získala stříbrnou medaili na mistrovství Evropy juniorů ve finském Tampere. O rok později vybojovala bronz na juniorském mistrovství světa v italském Grossetu. V roce 2007 se nominovala na MS v atletice v Ósace, kde však neprošla kvalifikací. Na Mistrovství světa v atletice 2009 v Berlíně obsadila ve finále výkonem 62,04 m šesté místo.
8. května 2010 si vytvořila na mítinku v německém Wiesbadenu výkonem 67,78 metru nový osobní rekord. Na Mistrovství Evropy v atletice 2010 v Barceloně patřila ke hlavním kandidátkám na medaili. Z kvalifikace postoupila druhým nejlepším výkonem (60,54 m). Ve finále však nedokázala přehodit šedesátimetrovou hranici a výkonem 57,78 m obsadila až 8. místo. Její výkon z května již nedokázala vylepšit žádná z diskařek a Müllerové tak patřil výkon roku 2010.
Největší úspěch své kariéry zaznamenala na světovém šampionátu v jihokorejském Tegu v roce 2011, kde ve finále prohrála jen s Číňankou Li Jen-feng a skončila stříbrná. Z mistrovství světa 2013 v Moskvě medaili nepřivezla (4. místo), ale na stupně vítězů se vrátila na světovém šampionátu 2015 v Pekingu (bronzová medaile). Na mistrovství světa v Londýně v roce 2017 se mezi medailistky opět nedostala (šesté místo výkonem 64,13 m).
Bývá velmi úspěšná na evropském zimním vrhačském poháru (European Cup Winter Throwing, od roku 2017 uspořádaném poprvé pod kratším názvem European Throw Cup), pořádaném Evropskou atletickou asociací: zvítězila v něm celkem pětkrát: v roce 2010 (64,30 m), 2012 (výkonem 68,89 m, který je dodnes jejím osobním rekordem), 2013 (66,69 m), 2015 (65,27 m) a zatím naposledy v březnu 2018 v portugalském městě Leiria hodem dlouhým 60,42 m. V březnu 2019 ji ve slovenském Šamoríně porazila hodem dlouhým 59,79 m o pouhých 5 centimetrů její krajanka Janice Craftová.
Další kontinentální medaili vybojovala na mistrovství Evropy 2018 v Berlíně: finále na berlínském olympijském stadionu mělo podobný půběh jako helsinské mistrovství Evropy v roce 2012, kde Müllerová po prvních dvou pokusech vedla, zatímco její hlavní soupeřka, Chorvatka Sandra Perkovićová se pro užší finále zachránila až posledním možným, třetím pokusem. V Berlíně vedla Müllerová dokonce až do páté série, zatímco chorvatské olympijské vítězce se nedařilo. Přesto se - ke zklamání domácího publika, věřícího v závěru ženského diskařské soutěže v další zlatou medaili pro pořadatelskou zemi (finále ženského disku probíhalo ve stejný okamžik jako mužská výška a skok do dálky žen, ve kterých němečtí atleti kráčeli ke zlatým medailím) - v páté sérii podařil Chorvatce dlouhý vítězný hod, kterým znovu svou německou soupeřku odsunula na stříbrnou pozici.
Olympijské medailové úspěchy se Nadine Müllerové dosud vyhýbají: v roce 2012 obsadila v Londýně 4. místo, v roce 2016 v Rio de Janeiru skončila na 6. příčce.

## Osobní život
Nadine Müllerová uzavřela 31. 12. 2013 sňatek se svou dlouholetou přítelkyní Sabine. Zároveň se tímto krokem veřejně přihlásila ke své lesbické orientaci.
Müllerová provozuje své vlastní internetové stránky (www.nadine-mueller.org), na kterých vystupuje pod přezdívkou Supermülli.

## Osobní rekord Nadine Müllerové
- hod diskem (1 kg): 68,89 m (Bar, Černá Hora, 18. 3. 2012)
- hod diskem v hale: 63,89 m (SR) (Berlín, mítink ISTAF, 1. 2. 2019)[4]

## Nejlepší výkony Nadine Müllerové
| výkon   | pořadí | místo               | datum     | závod                         |
| ------- | ------ | ------------------- | --------- | ----------------------------- |
| 68,89 m | 1      | Bar                 | 18.3.2012 | evropský zimní vrhačský pohár |
| 67,78 m | 1      | Wiesbaden           | 8.5.2010  |                               |
| 67,30 m | 1      | Halle               | 17.5.2014 |                               |
| 66,90 m | 1      | Kienbaum            | 12.8.2011 |                               |
| 66,84 m | 3      | Schönbeck           | 29.7.2016 |                               |
| 66,69 m | 1      | Castellón           | 17.3.2013 | evropský zimní vrhačský pohár |
| 66,68 m | 1      | Halle               | 19.5.2012 |                               |
| 66,52 m | 1      | Kienbaum            | 18.2.2013 |                               |
| 66,47 m | 1      | Bochum-Wattenscheid | 16.6.2012 |                               |
| 66,07 m | 1      | Kienbaum            | 4.2.2012  |                               |